# Parafia Najświętszej Maryi Panny Królowej Polski w Pile
Parafia pw. Najświętszej Maryi Panny Królowej Polski w Pile – rzymskokatolicka parafia należąca do  dekanatu Piła, diecezji koszalińsko-kołobrzeskiej, metropolii szczecińsko-kamieńskiej. Do grudnia 2015 należąca również do dekanatu Inspektoratu Wsparcia Sił Zbrojnych, Ordynariatu Polowego WP. 
Parafia została erygowana 21 stycznia 1993 (jako wojskowa), później od lipca 2012 do sierpnia 2015 (jako cywilno-wojskowa), a decyzją biskupa polowego Józefa Guzdka od stycznia 2016 parafia straciła status wojskowej i została wyłączona z Ordynariatu Polowego i tym samym stała się parafią cywilną.

## Kościół parafialny
Kościół pw. Najświętszej Maryi Panny Królowej Polski w Pile był budowany w latach 1994–1999. Został konsekrowany 21 lutego 2009 przez bpa Tadeusza Płoskiego.

## Historia parafii
Parafia do 2012 roku należała do Pomorskiego Dekanatu Wojskowego jako parafia wojskowa, a od 1 lipca 2012 roku na skutek reformy w Ordynariacie Polowym parafia stała się parafią cywilno-wojskową należącą do Dekanatu Inspektoratu Wsparcia Sił Zbrojnych Ordynariatu Polowego Wojska Polskiego.

## Proboszczowie
- ks. Jacek Czerwiński (1993–1997)[1]
- ks. Ryszard Pasieka (1997–1998)[1]
- ks. Krzysztof Kaczmarek (1998–1999)[1]
- ks. Tomasz Anisiewicz (1999–2002)[1]
- ks. Krzysztof Karpiński (2002–2007)[1]
- ks. Mirosław Kwiatkowski (2007–2010)[1]
- ks. kan. kmdr rez. Zbigniew Kłusek (2011–2015)[4]
- ks. mjr Janusz Kłopot (2015)[1]
- ks. dr Jacek Popławski (2015–2022)[5]
- ks. dr Jarosław Zieliński (od 2022)[6]